# 甘浚镇
甘浚镇，是中华人民共和国甘肃省张掖市甘州区下辖的一个乡镇级行政单位。

## 行政区划
甘浚镇下辖以下地区：
祁连村、小泉村、甘浚村、星光村、三关村、头号村、光明村、速展村、工联村、巴吉村、晨光村、谈家洼村、西洞村、东寺村、高家庄村、中沟村和毛家湾村。